# Protocole de Maputo
Pour les articles homonymes, voir Protocole.
Le Protocole à la Charte africaine des droits de l'Homme et des peuples relatif aux droits des femmes en Afrique (Protocole de Maputo) est un protocole international de l'Union africaine, amenant les États signataires à garantir les droits des femmes, y compris le droit de participer au processus politique, l'égalité sociale et politique avec les hommes, une autonomie améliorée dans leurs décisions en matière de santé et la fin des mutilations génitales féminines.

## Historique
À la suite de la reconnaissance du fait que les droits des femmes étaient souvent marginalisés dans le contexte des droits humains, une réunion organisée par Women in Law and Development in Africa (WILDAF) en mars 1995, à Lomé, au Togo, a appelé à l'élaboration d'un protocole spécifique à la Charte des droits de l'homme et des peuples pour aborder les droits des femmes. L'assemblée générale de l'Organisation de l'unité africaine a chargé la Commission africaine des droits de l'homme et des peuples (CADHP) d'élaborer un tel protocole lors de sa 31e session ordinaire en juin 1995, à Addis-Abeba. 
Un premier projet élaboré par un groupe d'experts composé de membres de la CADHP, de représentants d'ONG africaines et d'observateurs internationaux, organisé par la CADHP en collaboration avec la Commission internationale de juristes, a été soumis à la CADHP à sa 22e session en octobre 1997, et diffusé pour commentaires aux autres ONG. La révision en coopération avec les ONG concernées a eu lieu à différentes sessions d'octobre à janvier, et en avril 1998, la 23e session de la CADHP a approuvé la nomination de l'avocate congolaise Julienne Ondziel Gnelenga en tant que première rapporteuse spéciale sur les droits des femmes en Afrique, lui donnant le mandat de travailler à l'adoption du projet de protocole sur les droits des femmes. Le Secrétariat de l'OUA a reçu le projet complet en 1999, et en 2000 à Addis-Abeba, il a été fusionné avec le projet de Convention sur les pratiques traditionnelles lors d'une session conjointe du Comité interafricain et de la CADHP. Après de nouveaux travaux lors de réunions d'experts et de conférences en 2001, le processus s'est bloqué et le protocole n'a pas été présenté au sommet inaugural de l'UA en 2002.
Au début de 2003, Égalité maintenant a accueilli une conférence de groupes de femmes, pour organiser une campagne de lobbying auprès de l'Union africaine pour qu'elle adopte le protocole, et le texte du protocole a été mis aux normes internationales. Le lobbying a été couronné de succès, l'Union africaine a repris le processus et le document final a été officiellement adopté par le sommet de section de l'Union africaine, le 11 juillet 2003.

## Adoption, signature et ratification

### Processus général
Le protocole a été initié lors d'une réunion organisée par la WILDAF, du 8 au 9 mars 1995. Il a été conclu et signée le 11 juillet 2003 à l'occasion du 2e sommet par l'Union africaine, à Maputo, au Mozambique. Tous les États membres de l'Union africaine l'ont signé, sauf le Botswana, le Maroc et l'Égypte. La convention est entrée en vigueur le 25 novembre 2005.
En juillet 2020, les États signataires n'ayant pas ratifié le protocole sont le Burundi, la République centrafricaine, le Tchad, l'Érythrée, Madagascar, le Niger , la République arabe sahraouie démocratique, la Somalie, le Soudan du Sud, le Soudan. La date limite pour la ratification est fixée au 31 décembre 2020. 

## Réserves
Lors du sommet de Maputo, plusieurs pays ont exprimé des réserves.
La Tunisie, le Soudan, le Kenya, la Namibie et l'Afrique du Sud ont émis des réserves sur certaines des clauses de mariage. L'Égypte, la Libye, le Soudan, l'Afrique du Sud et la Zambie ont émis des réserves sur « la séparation de corps, le divorce et l'annulation du mariage ».
Le Burundi, le Soudan, le Rwanda et la Libye ont émis des réserves sur l'article 14, relatif au « droit à la santé et au contrôle de la reproduction ». La Libye a exprimé des réserves sur un point relatif aux conflits.

## Articles
Les principaux articles que prévoit le protocole sont :
- Article 2 : Élimination de la discrimination à l'égard des femmes
- Article 3 : Droit à la dignité
- Article 4 : Droits à la vie, à l'intégrité et à la sécurité de la personne
- Article 5 : Élimination des pratiques préjudiciables

- Cela concerne les mutilations génitales féminines et autres pratiques traditionnelles préjudiciables aux femmes.

- Article 6 : Mariage
- Article 7 : Séparation, divorce et annulation du mariage
- Article 8 : Accès à la justice et égalité de protection devant la loi
- Article 9 : Droit de participer au processus politique et à la prise de décision
- Article 10 : Droit à la paix
- Article 11 : Protection des femmes dans les conflits armés
- Article 12 : Droit à l'éducation et à la formation
- Article 13 : Droits économiques et sociaux
- Article 14 : Santé et droits reproductifs
- Article 15 : Droit à la sécurité alimentaire
- Article 16 : Droit à un logement convenable
- Article 17 : Droit à un contexte culturel positif
- Article 18 : Droit à un environnement sain et durable
- Article 19 : Droit au développement durable
- Article 20 : Droits des veuves
- Article 21 : Droit de succession
- Article 22 : Protection spéciale des femmes âgées
- Article 23 : Protection spéciale des femmes handicapées
- Article 24 : Protection spéciale des femmes en détresse
- Article 25 : Remèdes

## Oppositions
L’opposition au Protocole repose sur deux facteurs particulièrement controversés : l'article sur la santé génésique, auquel s’opposent principalement les catholiques et d’autres chrétiens, et les articles relatifs aux mutilations génitales féminines, le mariage polygame et d’autres pratiques traditionnelles, qui s'attirent principalement l'opposition des musulmans.

### Opposition des chrétiens
Le pape Benoît XVI a décrit le Protocole comme « une tentative de banaliser subrepticement l'avortement ». Les évêques catholiques d'Afrique s'opposent au protocole de Maputo parce qu'il définit l'avortement comme un droit humain. Human Life International, une organisation anti-avortement basée aux États-Unis, le décrit comme « un cheval de Troie pour un programme radical ». En Ouganda, le puissant Joint Christian Council s’est opposé aux efforts de ratification du traité au motif que l’article 14, en garantissant l’avortement « en cas d’agression sexuelle, de viol, d’inceste et lorsque la poursuite de la grossesse compromet la santé mentale et physique de la mère. la vie de la mère ou du fœtus », est incompatible avec la morale chrétienne traditionnelle. Dans une lettre ouverte au gouvernement et au peuple ougandais en janvier 2006, la Conférence des évêques catholiques d'Ouganda a exprimé son opposition à la ratification du Protocole de Maputo. Il a néanmoins été ratifié le 22 juillet 2010.

### Opposition musulmane
Au Niger, 31 Parlementaires sur 42 ont voté contre la ratification en juin 2006 ; dans ce pays musulman, plusieurs traditions interdites ou déconseillées par le Protocole sont courantes. En 2009, des groupes de femmes musulmanes nigériennes se sont réunis à Niamey pour protester contre ce qu'ils ont appelé « les protocoles sataniques de Maputo », spécifiant les limites imposées à l'âge du mariage des filles et à l'avortement.
À Djibouti, toutefois, le Protocole a été ratifié en février 2005 après une conférence sous-régionale sur les mutilations génitales féminines convoquée par le gouvernement de Djibouti et No Peace Without Justice, à l'occasion de laquelle la Déclaration de Djibouti sur les mutilations génitales féminines a été adoptée. Le document déclare que le Coran ne soutient pas la mutilation génitale féminine et qu'au contraire, pratiquer la mutilation génitale sur une femme va à l'encontre des préceptes de l'islam.

## Mise en application
En 2017, seuls 9 pays (Burkina Faso, Malawi, Mauritanie, Namibie, Nigeria, Rwanda, Sénégal, Afrique du Sud et RDC) avaient respecté leurs engagements sur la présentation de rapports d'avancement.
En 2019, un observateur constate que « Malgré tous [les progrès], la situation des femmes reste instable dans beaucoup de pays, notamment en cas de crise politique ou de conflit armé. De même, les États signataires peinent à faire respecter tous les droits établis par la charte ».
En ratifiant le protocole de Maputo en 2004, le Sénégal s'était engagé à autoriser l'avortement dans certains cas graves (mise en danger de pour la vie du fœtus, viol et inceste). Un groupe de travail est finalement créé par l'État en 2013 mais en 2022 aucune loi n'a encore été votée, notamment en raison de l'influence des courants religieux musulmans et chrétiens conservateurs.